# Tomba di Lincoln

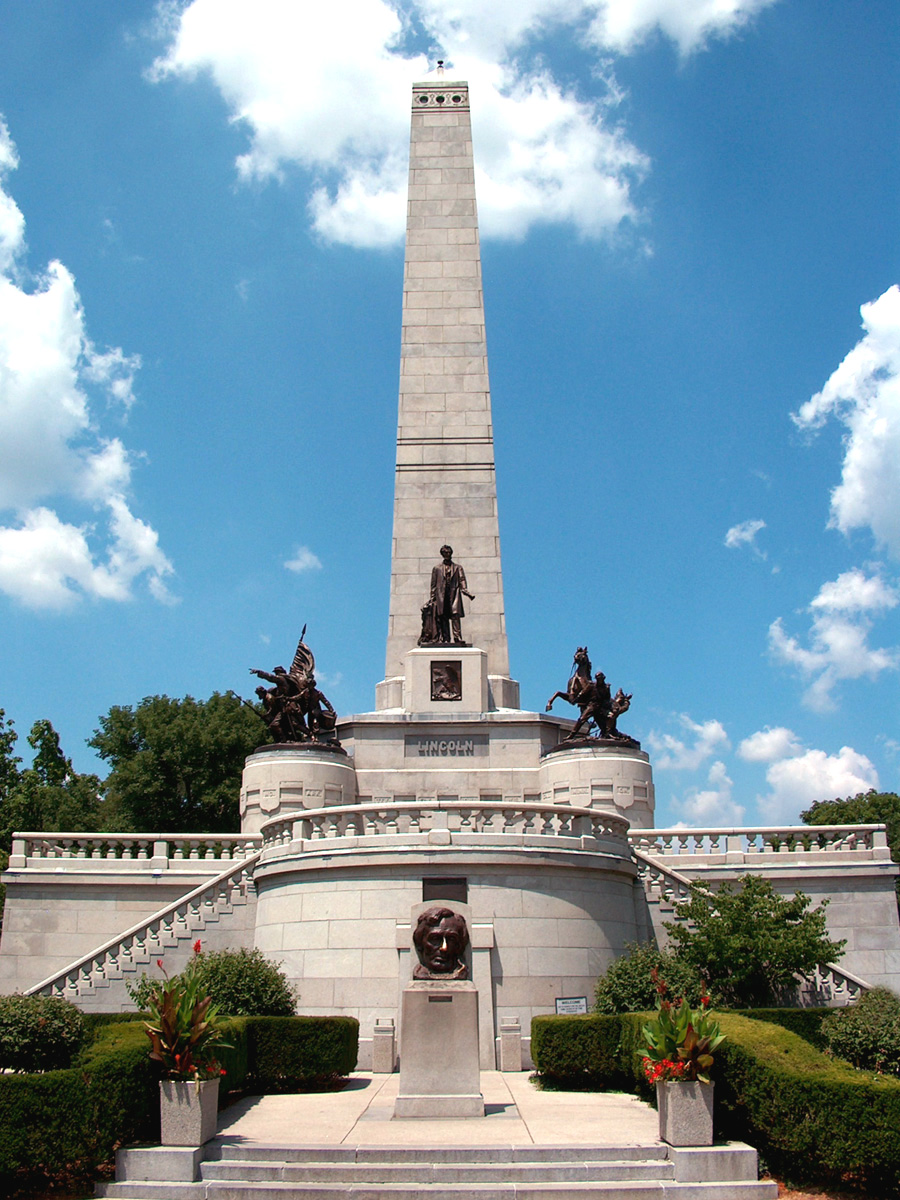
L'obelisco posto sulla terrazza della tomba Lincoln.

La Tomba di Lincoln (in inglese: Lincoln Tomb) è l'ultima dimora del sedicesimo Presidente degli Stati Uniti d'America Abramo Lincoln, di sua moglie Mary Todd e di tre dei loro quattro figli: Edward Baker Lincoln, William Wallace Lincoln e Thomas Lincoln III. Il quarto figlio del presidente, Robert Todd Lincoln, è sepolto invece al Cimitero nazionale di Arlington. Si trova nel cimitero di Oak Ridge a Springfield (Illinois).
Alla fine delle cerimonie e degli eventi che segnarono la morte di Lincoln il suo corpo fu posto in una vicina tomba temporanea e più tardi nell'apposita tomba statale. Il mausoleo è di proprietà e viene amministrato dallo Stato dell'Illinois come "Lincoln Tomb State Historic Site". Fu designato tra i primi National Historic Landmark nel 1960 e divenne così uno dei primi siti elencati nel National Register of Historic Places nel 1966, quando fu creata questa designazione.
Costruita in granito la sepoltura ha una base rettangolare ad un solo piano, con una sala d'ingresso semicircolare ad un'estremità, ed una cripta semicircolare o camera sepolcrale sul lato opposto. Quattro rampe di scale balaustrate - due che fiancheggiano l'entrata nella parte anteriore e due nella parte posteriore - conducono ad una terrazza di livello. La balaustra si estende tutt'attorno alla terrazza per formare un parapetto dove vicino al centro si trovano diverse statue poste alla base di un obelisco. Quest'ultimo s'innalza fino a 36 metri di altezza.
Una riproduzione in bronzo del busto di Lincoln presente al Campidoglio, opera dello scultore Gutzon Borglum, poggia su un piedistallo di fronte all'entrata. All'interno l'ingresso al piano terra è una rotonda con corridoi di collegamento alla cripta. Il marmo è utilizzato in tutto l'interno e sono esposte diverse famose statue presidenziali. Una vetrata e la bandiera degli Stati Uniti d'America adornano la cripta.

## Storia

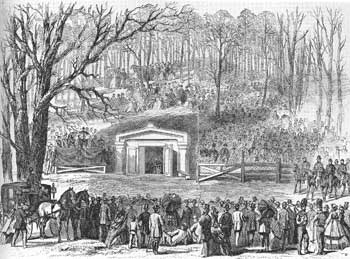
Raffigurazione della sepoltura di Abramo Lincoln.

Il 15 aprile 1865, il giorno in cui il presidente Lincoln morì, un gruppo di cittadini di Springfield formò la National Lincoln Monument Association e guidò una campagna di fondi per costruire un monumento commemorativo o una tomba. All'arrivo del treno funebre il 3 maggio, Lincoln si trovava nell'Illinois State Capitol per una notte. Dopo il funerale e i servizi funebri il giorno successivo, la sua bara fu posta in un caveau di ricezione al cimitero di Oak Ridge, il sito in cui la signora Lincoln aveva richiesto la sepoltura. A dicembre, i resti di suo marito sono stati rimossi in un deposito temporaneo non lontano dal sito memoriale proposto. La posizione della volta temporanea è oggi contrassegnata da un piccolo segno di granito sulla collina dietro l'attuale tomba. Nel 1871, tre anni dopo che i lavoratori avevano iniziato a costruire la tomba, il corpo di Lincoln e quelli dei tre più piccoli dei suoi figli furono posti in cripte nella struttura incompiuta.
Nel 1874, al completamento del memoriale, progettato da Larkin Goldsmith Mead, le spoglie di Lincoln furono sepolte in un sarcofago di marmo al centro di una camera nota come "catacombe" o camera di sepoltura. Nel 1876, tuttavia, dopo che due criminali di Chicago fallirono nel tentativo di rubare il corpo di Lincoln per chiedere un riscatto, la National Lincoln Monument Association lo nascose in un'altra parte del memoriale, prima sotto del legno ed altri detriti e poi sepolto nel terreno all'interno la tomba. Quando la signora Lincoln morì nel 1882, le sue spoglie furono collocate insieme a quelle di Lincoln, ma nel 1887 entrambi i corpi furono spostati in una volta di mattoni sotto il pavimento della camera di sepoltura.
Nel 1895, l'anno in cui lo Stato acquistò il memoriale, che era caduto in rovina, durante un programma di ricostruzione e restauro dal 1899 al 1901, tutte e cinque le bare furono spostate in un vicino sotterraneo. Dopo il completamento del restauro, i funzionari di stato li restituirono alla camera di sepoltura e collocarono quella di Lincoln nel sarcofago che aveva occupato nel 1874-76. Nel giro di pochi mesi, tuttavia, su richiesta di Robert Todd Lincoln, l'unico figlio superstite del presidente, i resti di Lincoln furono trasferiti nel loro ultimo luogo di riposo: una volta di cemento di 3 metri sotto la superficie della camera di sepoltura. Nel 1930-1931 lo stato ricostruì l'interno del memoriale in stile Art déco. Ridedicato nell'ultimo anno dal presidente Herbert Hoover, ha subito pochi cambiamenti da allora.
La Lincoln Tomb fu designata National Historic Landmark il 19 dicembre 1960 e fu inserita nel National Register of Historic Places il 15 ottobre 1966.

## Struttura
La tomba è al centro di un terreno di 12,5 acri (51.000 m²). Costruito in granito da Biddeford, nel Maine, vestito a Quincy, Massachusetts, ha una base rettangolare sormontata da un obelisco alto 36 metri (118 piedi) e un ingresso semicircolare. Una riproduzione in bronzo dello scultore Gutzon Borglum della testa di Lincoln presente al Campidoglio, poggia su un piedistallo di fronte all'entrata. Quattro rampe di scale balaustre - due che fiancheggiano l'entrata nella parte anteriore e due nella parte posteriore - conducono ad una terrazza di livello. La balaustra si estende intorno alla terrazza per formare un parapetto. Originariamente aperto al pubblico, la terrazza è stata chiusa per motivi di sicurezza.
Al centro della terrazza, una grande base ornata sostiene l'obelisco. Sulle pareti della base vi sono 37 pietre squadrate, tagliate a rappresentare scudi rialzati, ciascuna incisa con il nome di uno stato al momento della costruzione della tomba. Ogni scudo è collegato a un altro da due bande sollevate, e quindi il gruppo forma una catena ininterrotta che circonda la base. Quattro statue in bronzo adornano gli angoli di quest'ultimo. Rappresentano la fanteria, la marina, l'artiglieria e la cavalleria del periodo della Guerra Civile. Di fronte all'obelisco e sopra l'entrata si trova una statua a figura intera di Lincoln.
L'interno del memoriale, costruito in marmo di Minnesota, Missouri, Massachusetts, Arkansas, Utah, Italia, Spagna, Francia e Belgio, contiene una rotonda, una camera di sepoltura e corridoi di collegamento. Una replica della statua francese di Daniel Chester nel Lincoln Memorial, a Washington, domina il foyer d'ingresso. Le pareti della rotonda sono decorate con 16 pilastri di marmo, che sono separati da pannelli di marmo. I pilastri simboleggia Lincoln e i 15 presidenti che lo hanno preceduto. La stanza contiene anche 36 pannelli di bronzo, uno per ogni stato al momento della morte di Lincoln. Il soffitto è in foglia di palladio.
I corridoi conducono dalla rotonda alla camera di sepoltura sul retro del memoriale. Lungo le pareti del corridoio sono presenti, all'interno di nicchie, otto statue di scultori di spicco raffiguranti varie fasi della vita di Lincoln. Quattro tavole di bronzo sui muri sono incise con il discorso di addio, il discorso di Gettysburg, una parte del secondo discorso inaugurale e un riassunto biografico. Grandi stelle dorate in gruppi di 12 in ogni angolo del memoriale rappresentano i 48 Stati dell'Unione al momento del suo rimodellamento.
La camera funeraria presenta pareti in marmo bianco e nero e un soffitto a foglia d'oro. Al centro si trova il cenotafio, un blocco di sette tonnellate di marmo rossastro inscritto con il nome di Lincoln e gli anni in cui visse. Segna la posizione approssimativa della volta di sepoltura, che è 30 pollici più indietro e 10 piedi sotto. Nove bandiere sono disposte a semicerchio attorno al cenotafio. Sette di loro - le bandiere dello stato del Massachusetts, del New Jersey, della Pennsylvania, della Virginia, del Kentucky, dell'Indiana e dell'Illinois - commemorano le case di Lincoln e dei suoi antenati. L'ottavo e il nono sono le stelle e strisce e la bandiera presidenziale. L'iscrizione "Ora appartiene ai secoli", dichiarata dal segretario di guerra Edwin M. Stanton al tempo della morte di Lincoln, è incisa nel muro sopra la bandiera degli Stati Uniti. Lungo la parete sud della stanza di sepoltura ci sono quattro cripte contenenti i resti della signora Lincoln e di tre dei suoi quattro figli di Lincoln, Edward, Willie e Tad (il più anziano, Robert Todd Lincoln, è sepolto al cimitero nazionale di Arlington).
La tomba fu costruita con cripte aggiuntive per i membri della famiglia di Lincoln, oltre ai quattro spazi già utilizzati. Tuttavia, poiché i membri rimanenti della famiglia di Lincoln hanno scelto di essere sepolti altrove, le altre cripte rimangono vuote.

## Altre opere vicine
Anche parte del sito, e a breve distanza dalla tomba, sono tre memoriali di guerra:

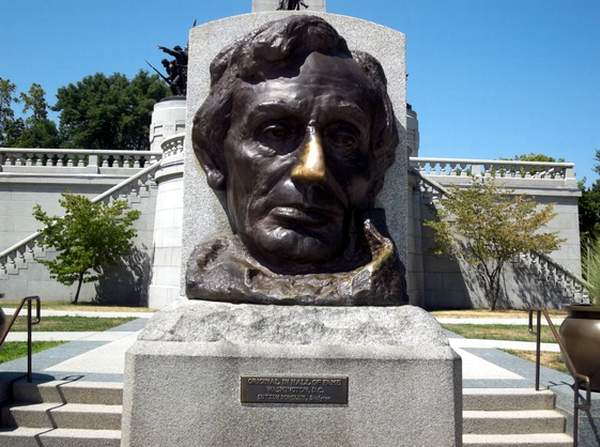
La testa in bronzo di Lincoln.

1. Il memoriale dei veterani dell'Illinois della seconda guerra mondiale inaugurato nel dicembre 2004 in onore dei 987.000 uomini e donne dell'Illinois che hanno prestato servizio nella Seconda guerra mondiale e dei 22.000 che hanno dato la vita. Il suo punto focale è un globo di cemento bianco di 22 tonnellate fiancheggiato su due lati da pareti di granito nero. I bottoni in acciaio inossidabile sul globo identificano importanti battaglie e citazioni da parte dei leader militari, mentre i presidenti Franklin D. Roosevelt e Harry S. Truman sono incisi sul muro.
2. Il Korean War Memorial onora 1.748 soldati dell'Illinois uccisi durante la guerra di Corea del 1950-53. Questo memoriale è stato dedicato il 16 giugno 1996. Il memoriale consiste in una campana di bronzo alta dodici metri, con un diametro di dodici piedi, montata su una base di granito. Alla circonferenza della campana ci sono quattro nicchie, ognuna con una figura più grande della vita che rappresenta un ramo dei servizi armati. Sulla base sono riportati i nomi degli Illinoisani uccisi in Corea. Un sistema di carillon nella Memoria suona brevi programmi musicali a intervalli regolari.
3. Il Vietnam Veterans Memorial onora i quasi 3.000 illinoisiani uccisi durante la guerra del Vietnam, ed è stato dedicato nel 1988. Il memoriale ha una pianta circolare che consente ai visitatori di entrare nel cortile interno da qualsiasi direzione. I nomi di quelli uccisi o dispersi in azione sono su cinque lastre di granito, ciascuna delle quali rappresenta uno dei rami degli Stati Uniti.